# E.C. Segar
Elzie Crisler Segar, känd som E.C. Segar, född 8 december 1894, död 13 oktober 1938, var en amerikansk serietecknare. Han är framför allt känd som skapare av Karl-Alfred, en figur som dök upp för första gången 1929 i Segars dagspresserie Thimble Theatre.
Segar föddes och växte upp i Chester, Illinois, en liten stad nära Mississippifloden. Han var son till en elektriker. Hans tidigaste erfarenheter av arbete var att hjälpa sin far att måla hus och sätta upp tapeter. Segar var en skicklig trumslagare och ackompanjerade även filmer och vaudevilleföreställningar på den lokala teatern, där han så småningom fick arbete som biografmaskinist. Vid 18 års ålder bestämde han sig för att bli serietecknare. Han arbetade hårt på en korrespondenskurs i serieteckning från W.L. Evans i Cleveland, Ohio och betalade 20 dollar. Han har själv berättat att han efter dagens arbete "tände oljelamporna runt midnatt och arbetade med kursen till klockan tre på morgonen". 
Segar flyttade till Chicago där han träffade Richard F. Outcault, skapare av The Yellow Kid och Buster Brown. Outcault uppmuntrade honom och introducerade honom hos Chicago Herald. Den 12 mars 1916 publicerade tidningen Segars första serie, Charlie Chaplin's Comedy Capers, som pågick i drygt ett år. År 1918 flyttade Segar till William Randolph Hearsts Chicago Evening American där han skapade Looping the Loop. Segar gifte sig samma år med Myrtle Johnson. De fick tillsammans två barn. 
År 1919 startade Segar serien Thimble Theatre, en serie som bland annat hade Castor och Olive Oyl som rollinnehavare. Serien ansågs i början vara ganska primitiv med enkla skämt men blev med tiden en ganska omtyckt serie som blandade äventyr, spänning och humor. Någon riktigt stor publikfavorit blev den dock inte förrän Karl-Alfred dök upp, en figur som gjorde Segar till en av världens högst betalda serieskapare under 1930-talet. 
Segar dog vid 43 års ålder efter en lång tids sjukdom.